# Besana in Brianza
Besana in Brianza (Besàna in dialetto brianzolo e semplicemente Besana fino al 1864) è un comune italiano di 15 490 abitanti della provincia di Monza e della Brianza in Lombardia.
Situata a 336 metri sul livello del mare è la città della provincia alla maggiore altitudine.

## Geografia fisica

### Territorio
La città di Besana in Brianza si trova nella parte centrale della Brianza. Con la sua superficie di 16 km² è il terzo comune più esteso della provincia di Monza e Brianza (dopo il capoluogo e Vimercate). 
Il territorio è interamente collinare, formato da un promontorio di origine morenica ed è attraversato da diversi corsi d'acqua di piccola portata affluenti del Lambro. L'altitudine media è di 336 m s.l.m., la minima è di 244 e la massima di 379, la più alta dell'intera provincia.
- Classificazione sismica: Zona 4: sismicità molto bassa, Ordinanza PCM n. 3274 del 20/03/2003

Distanze dai principali capoluoghi:
- 20 km da Monza
- 34 km da Milano
- 26 km da Lecco
- 27 km da Como
- 38 km da Bergamo
- 67 km da Lugano

### Clima
Il clima è di tipo temperato continentale. Gli inverni sono abbastanza piovosi e rigidi, le mezze stagioni umide, brevi e miti e le estati afose e temporalesche.
- Classificazione climatica: zona E, 2.608 GG

## Origini del nome
Il toponimo "Besana" deriva dal cognome latino Besius o Baedius, a cui poi è stato aggiunto il suffisso -ana. "In Brianza" specifica l'area geografica. Molto spesso la preposizione IN viene omessa erroneamente nello scrivere od enunciare il nome della città.

## Storia
Le prime notizie storiche relative a Besana in Brianza, risalgono al 69 d.C. con il ritrovamento di lapidi con iscrizioni romane, rinvenute in frazione Valle Guidino alla fine dell'Ottocento, che testimoniano l'esistenza di un luogo
di culto e un saltus (pascolo), appartenenti a Virginio Rufo, generale romano conquistatore della Gallia.
Nel periodo delle invasioni barbariche il territorio di Besana cadde nell'incuria a causa dello spadroneggiare degli invasori; con l'avvento del feudalesimo si riformarono i centri abitati attorno ai castelli, eretti
dalle famiglie feudatarie sulle alture brianzole.
A Besana si insediarono i Da Besana, nobile famiglia milanese, che furono per almeno tre secoli feudatari della pieve di Agliate oltre il Lambro. Da questa famiglia uscì Gariberto, divenuto arcivescovo di Milano nell'anno 919.
La famiglia ritornò a Milano in epoca comunale e sulle rovine del castello furono costruite le abitazioni della famiglia Riboldi, che nel frattempo qui si era insediata.
Il comune di Besana aveva variato il nome con l'aggiunta "In Brianza" in seguito ad una deliberazione del consiglio comunale in data 20 ottobre 1863 a cui fece seguito l'apposito decreto reale. Attorno alle chiese si formarono le comunità autonome di Besana, Montesiro, Valle Guidino, Cazzano, Villa Raverio, Vergo Zoccorino e Calò, che rimasero indipendenti sino al 1869, quando per decreto di Vittorio Emanuele II re d'Italia, furono unificate in un solo comune, con il nome di Besana in Brianza.
Da allora le frazioni hanno mantenuto una propria fisionomia dal punto di vista culturale.

### Simboli
Lo stemma è stato riconosciuto con decreto del capo del governo del 30 dicembre 1928.
Lo stemma civico deriva da quello dell'antica Comunità di Besana Inferiore, riprodotto a pagina 321 del volume I dello Stemmario Cremosano del 1673. Secondo alcuni studiosi, prima del riconoscimento di quello attuale, il Comune faceva uso di uno stemma in cui era raffigurato un castello con due torri, merlato alla ghibellina, sormontato da un'aquila e sostenuto da una testa d'angelo con due ali, probabile variante dello stemma dell'antica famiglia Da Besana (de Bexana), miniato a pagina 18 v. bis del Codice Carpani.
Il gonfalone, concesso con D.P.R. del 17 dicembre 1953, è un drappo di bianco.

## Monumenti e luoghi d'interesse

### Architetture religiose
- Basilica romana minore dei Santi Marcellino ed Erasmo, già chiesa prepositurale, elevata nel gennaio del 1998 da papa Giovanni Paolo II.[7] L'originale cappella è stata abbattuta e ricostruita in stile barocco nel 1569 e successivamente rimaneggiata in stile neoclassico dall'architetto Giacomo Moraglia.[8] Di particolare pregio gli affreschi del battistero e dell'abside, l'organo a tiranti manuali del Biroldi, e il crocifisso ligneo del XVI secolo, molto venerato dai besanesi, specialmente nella festa patronale del Santissimo Crocifisso della seconda domenica di ottobre. Il campanile è dotato di cinque campane in Si2 fuse nel 1823 dal fonditore Michele Comerio di Milano.
- Chiesa di Santa Caterina d'Alessandria - Besana in Brianza. Costruita con materiali di recupero dell'antico castello medievale, sorge su un antico altare pagano per volere della nobildonna Lucrezia Bonacossa all'inizio del XV secolo. Arrivata all'inizio del Settecento in stato di fatiscenza, fu ristrutturata in uno stile misto, neoromanico all'esterno e barocchetto italiano negli interni, per opera del conte Ignazio Prinetti nel 1827. Gli ornamenti barocchi furono rimossi nel 1927. Rimasti dell'originale quattrocentesco sono alcuni frammenti di affreschi absidali e l'unica campana, in fa4, fusa da Bonavilla nel 1513.
- Chiesa dei Santi Vitale e Agricola - Calò.
- Chiesa di San Siro Vescovo - Montesiro.
- Santuario dell'Annunciazione "Villa Annunciata" - Casaglia di Montesiro.
- Oratorio di San Nazzaro a Montesiro, chiesetta dedicata ai santi Nazario e Celso è ad una sola navata, con pavimento in cotto lombardo. Al suo interno un dipinto raffigurante la Madonna in trono con Bambino del tardo '700 e una tela raffigurante i Santi Nazario e Celso, opera del pittore Angelo Brigatti (1836-1926) originario di Caravaggio.[8]
- Monastero dei Santi Pietro e Paolo, antico plesso religioso del XII secolo a Brugora di Montesiro. Ex monastero benedettino femminile, oggi è adibito a casa di riposo.
- Chiesa di S. Maria Assunta - Valle Guidino.
- Chiesa dei Santi Eusebio e Maccabei - Villa Raverio.
- Chiesa dei Santi Gervaso e Protaso - Vergo Zoccorino.
- Santuario della Beata Vergine Immacolata - Vergo Zoccorino.
- Chiesa di San Clemente - Cazzano. La chiesa risale al 1903; di particolare pregio sono le vetrate raffiguranti le sette beatitudini.
- Chiesa della Madonna della Salute - Visconta.

### Castello di Besana
Il castello di Besana, del quale restano solamente dei resti, sorgeva nella parte più elevata di Besana Inferiore (all'epoca vi erano due comuni distinti) e doveva occupare quasi tutta l'altura. Il castello si presume sia stato abbattuto, almeno parzialmente, dal popolo intorno al 1200. Successivamente gli stabili furono ricostruiti conservando gran parte delle grosse muraglie antiche. Nel cortile di via Gariberto, si vedono gli stabili ricostruiti intorno al 1500 e nella parte interna di uno dei fabbricati vi sono dei muri dello spessore di metri 1,40 cm. Il complesso degli stabili forse comprendeva tutto il gruppo fra le vie Busa, Viarana e Provinciale.

### Altro
Nella frazione Valle Guidino si trova il cosiddetto Sasso del Guidino, un masso erratico di dimensioni rilevanti almeno quanto la sua importanza geologica, in quanto indica la latitudine più bassa a cui si è spinta l'ultima grande glaciazione.
Villa Fossati, nella frazione Rigola, fu edificata nel 1618 da Giovanni Antonio e da suo figlio Giovanni Ambrogio della nobile famiglia Riva di Brianza, una delle più antiche di Milano, insieme all’annessa chiesetta dedicata alla Madonna della Neve in cui sono tumulati i resti di Teresa Borri (coniugata Stampa in prime nozze), seconda moglie di Alessandro Manzoni. Passò poi alla famiglia dei Marchesi Fossati de Regibus e poi a don Carlo San Martino che vi costituì un istituto benefico, oggi Scuola Paritaria. Il nucleo storico è costituito da un fabbricato a L disposto su tre piani. Rilevante è il parco per le numerose specie arboree presenti che lo rendono importante dal punto di vista paesaggistico. Nei pressi la cappella dei morti di San Giorgio.
A Besana nella frazione di Vergo Zoccorino, al confine con Briosco, è presente il rinomato "Magico Ciliegio" ovvero il ciliegio selvatico più grande d'Italia (alto circa 24 metri e il tronco con un diametro di 3) che è stato catalogato come un monumento nazionale.
Il Ministero delle Politiche Agricole nel 2018 inserisce il maestoso ciliegio nell’elenco dei 2.400 alberi monumentali d’Italia. Questo albero durante la fioritura in primavera è luogo di veri e propri pellegrinaggi per apprezzarne i sontuosi colori.

## Società

### Evoluzione demografica
- 1 252 nel 1771
- 1 388 nel 1805
- 1 483 nel 1809 dopo annessione di Monte Brugora e Valle Guidino
- 1 790 nel 1812 dopo annessione di Cazzano, Valle Guidino e Villa Raverio
- 1 284 nel 1853
- 1 330 nel 1859
- 1 376 nel 1861
- 6 007 nel 1871 dopo annessione di Calò, Cazzano, Montesiro, Valle Guidino, Vergo Zoccorino e Villa Raverio

Abitanti censiti

### Etnie e minoranze straniere
Secondo i dati ISTAT, al 31 dicembre 2016 la popolazione straniera residente era di 785 persone, pari al 5,1% di tutti i residenti. Le nazionalità maggiormente rappresentate in base alla loro percentuale sul totale della popolazione residente erano:
1. Marocco, 126
2. Albania, 104
3. Romania, 94
4. Ucraina, 56
5. Senegal, 42

### Tradizioni e folclore
Feste e sagre popolari di Besana in Brianza:
- Fiera di Santa Caterina (25 novembre): esposizione di macchine agricole, bestiame e bancarelle di ogni tipo; il nome deriva dall'omonima chiesetta sita a Besana, oltre che ad essere il patrono della città. Inoltre lo stesso giorno si svolgeva la premiazione del concorso "La più buona torta paesana", purtroppo dal 2020, a causa della pandemia di Covid, non si svolge più. Negli ultimi anni, sfortunatamente, la fiera ha ridotto sempre più le sue dimensioni, arrivando ad avere sempre meno bancarelle e altrettanti visitatori.
- Festa dei santi Pietro e Paolo a Brugora - Montesiro (29 giugno).
- Festival Bandistico Internazionale (biennale), a cura del Corpo Musicale S. Cecilia che a ogni edizione accoglie diversi gruppi bandistici del mondo.

## Cultura

### Istruzione

#### Biblioteche
La Biblioteca Civica "Peppino Pressi" di Besana in Brianza fa parte del Sistema Bibliotecario BrianzaBiblioteche.

### Musica

#### Besana Marching Band

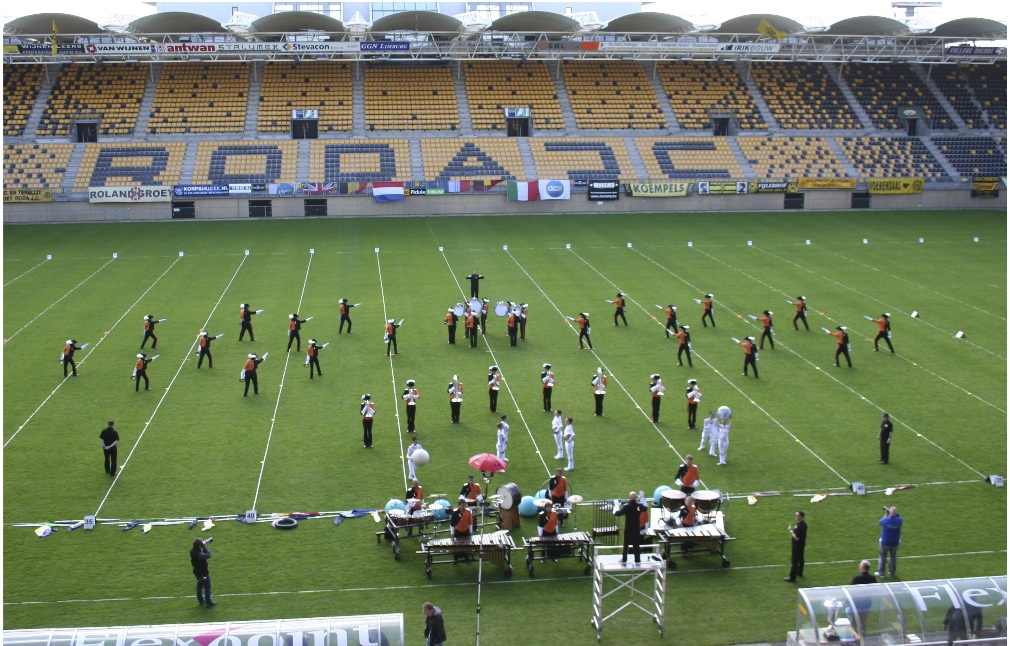
Besana Marching Band ai campionati europei DCE

La città è sede di Besana Marching Band (detta anche BmB), una marching band che fa parte dell'associazione Corpo Musicale Santa Cecilia. BmB, nata nel 1993, è una delle tre formazioni italiane a partecipare ai campionati europei DCE. Nel 2009 ha partecipato al Festival di Sanremo e recentemente si è esibita in Casa Ferrari a Maranello.
La BmB inoltre partecipa attivamente alla realizzazione del Festival Bandistico Internazionale un evento musicale non competitivo che raccoglie centinaia di musicisti nella “città della musica” provenienti da tutto il mondo.

## Geografia antropica

### Altre località del territorio
Oltre alle 7 frazioni, nel territorio comunale si trovano anche altre località:
- Balgano
- Capoluogo
- Casaglia
- Casaretto
- Cascina Cremonina
- Cascina Liguzzo
- Fonigo
- Lanzano
- Mighinzano
- Naresso Inferiore
- Pobiga
- Rigola
- Visconta

## Infrastrutture e trasporti

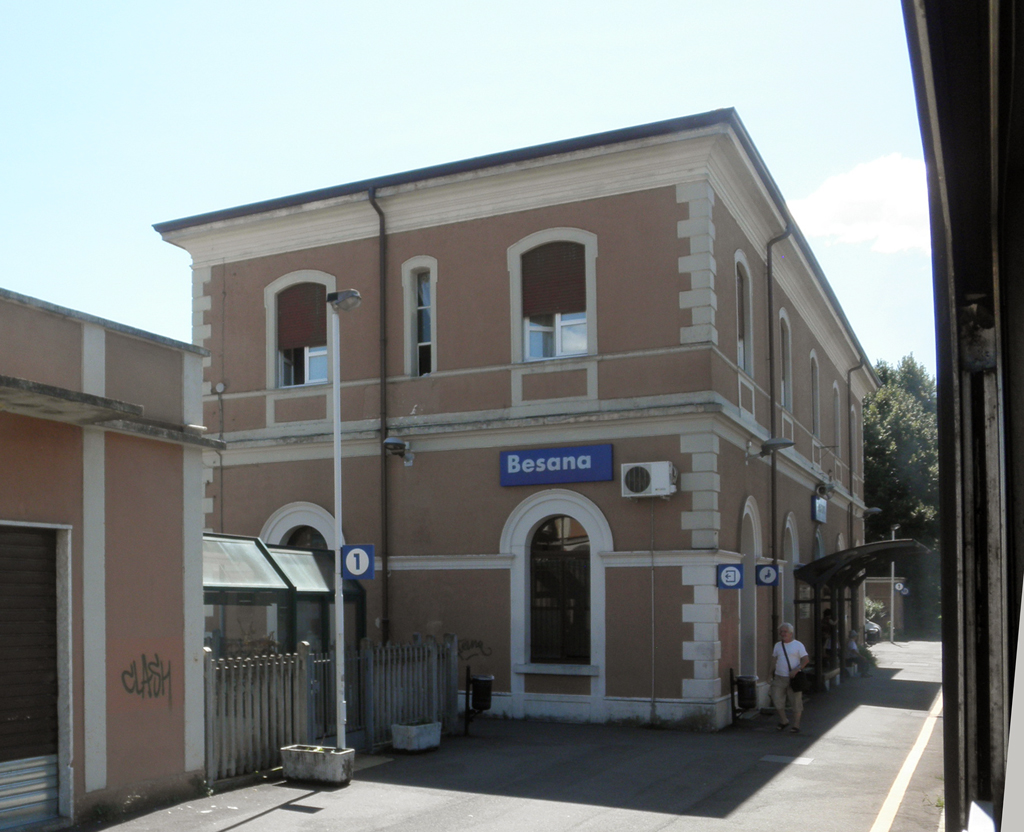
Stazione ferroviaria di Besana

### Strade
La città è attraversata dal Viale J. F. Kennedy che la collega, a sud-ovest, a Carate e quindi Monza, a nord-est a Merate e Lecco.

### Ferrovie
La città dispone di fermate ferroviarie poste sulla linea Monza-Molteno-Lecco, dalla quale transita il Besanino, storico treno che prende il nome proprio dal comune di Besana:
- Stazione di Carate-Calò, in territorio caratese a pochi minuti dal centro di Calò, frazione di Besana Brianza.
- Stazione di Villa Raverio, a Villa Raverio, frazione di Besana in Brianza.
- Stazione di Besana

## Amministrazione
Sindaci dall'Unità d'Italia:
| Periodo | Periodo | Primo cittadino         | Partito            | Carica            | Note |
| ------- | ------- | ----------------------- | ------------------ | ----------------- | ---- |
| 1870    | 1889    | Cesare Redaelli         |                    | Sindaco           |      |
| 1890    | 1899    | Giacomo Magretti        |                    | Sindaco           |      |
| 1899    | 1902    | Cesare Redaelli         |                    | Sindaco           |      |
| 1902    | 1911    | Gian Franco Cagnoni     |                    | Sindaco           |      |
| 1911    | 1911    | Carlo Silvestri         |                    | Comm. prefettizio |      |
| 1911    | 1912    | Luigi Negrinelli        |                    | Sindaco           |      |
| 1912    | 1920    | Adriano Viganò          |                    | Sindaco           |      |
| 1920    | 1920    | Felice Ferrero          |                    | Comm. prefettizio |      |
| 1920    | 1920    | Icilio Mazzoni          |                    | Comm. prefettizio |      |
| 1920    | 1926    | Ernesto Colombo         |                    | Sindaco           |      |
| 1927    | 1928    | Ernesto Colombo         |                    | Podestà           |      |
| 1928    | 1929    | Mario Utz               |                    | Comm. prefettizio |      |
| 1930    | 1930    | Giovanni Mori           |                    | Comm. prefettizio |      |
| 1930    | 1939    | Carlo Negrinelli        |                    | Podestà           |      |
| 1939    | 1939    | Adolfo Vagnarelli       |                    | Comm. prefettizio |      |
| 1939    | 1943    | Silvio Coggi            |                    | Podestà           |      |
| 1943    | 1944    | Luigi Viganò            |                    | Comm. prefettizio |      |
| 1944    | 1945    | Alberto Cappellini      |                    | Comm. prefettizio |      |
| 1945    | 1945    | Virginio Pozzi          |                    | Sindaco           |      |
| 1945    | 1946    | Guido Masseroni         |                    | Sindaco           |      |
| 1946    | 1951    | Adriano Viganò          |                    | Sindaco           |      |
| 1951    | 1964    | Giovanni Crippa         |                    | Sindaco           |      |
| 1965    | 1968    | Angelo Citterio         |                    | Sindaco           |      |
| 1968    | 1975    | Giuseppe Crippa         |                    | Sindaco           |      |
| 1975    | 1980    | Giuseppe Giovenzana     |                    | Sindaco           |      |
| 1980    | 1995    | Giovanni Riva           |                    | Sindaco           |      |
| 1995    | 2004    | Antonio Mauri           |                    | Sindaco           |      |
| 2004    | 2009    | Sergio Gianni Cazzaniga | Lista civica       | Sindaco           |      |
| 2009    | 2014    | Vittorio Gatti          | PDL-Lega Nord-UDC  | Sindaco           |      |
| 2014    | 2019    | Sergio Gianni Cazzaniga | PD-Liste civiche   | Sindaco           |      |
| 2019    |         | Emanuele Pozzoli        | Lega-Liste civiche | Sindaco           |      |

## Sport
La città di Besana in Brianza è rappresentata calcisticamente dalla Società Besana A.S.D. Fortitudo la cui prima squadra attualmente milita nel campionato di Prima Categoria della Lega Nazionale Dilettanti. La Besana Fortitudo vanta inoltre numerose formazioni del settore giovanile.
La città di Besana in Brianza ha un centro sportivo comunale, attualmente gestito da Polisportiva Besanese.
Sport praticati:
- Atletica
- Basket
- Calcetto
- Ginnastica Artistica
- Judo
- Orienteering
- Pallavolo
- Tennis
- Tiro con Arco

Da diversi anni è in progetto la costruzione di una piscina comunale come ampliamento del pre esistente centro sportivo, ma ad oggi nessuna opera è stata ancora compiuta.